# リチャード・シェーン
リチャード・メルヴィン・シェーン（Richard Melvin Shoen、1950年10月23日 - ）は、アメリカ合衆国の数学者で、微分幾何学の業績で知られている。
オハイオ州セリーナに生まれ、1968年フォートリカバリー高校を卒業後、デイトン大学で数学の学士号を得た。1977年スタンフォード大学で博士号を得た後、現在カリフォルニア大学アーバイン校のExcellence in Teaching Chairである。
シェーンは、1983年のマッカーサー・フェローである。

## 貢献
シェーンは、大域微分幾何学における解析的な手法の使用を研究してきた。1979年、かつての指導教授であるシン＝トゥン・ヤウと共に、一般相対性理論における基本的な正値エネルギー定理を証明した。1983年、マッカーサー・フェローに選ばれ、1984年コンパクト多様体に関する山辺問題の完全な解法を見出した。この業績は、ヤウの初期の業績の中で開発されたアイデアとティエリー・オービンとニール・トラディンガーの部分的結果を、新しいテクニックと結合したものだった。結果の定理は、閉多様体上のあらゆるリーマン計量は、定スカラー曲率の計量を生成するためには、共形的に縮小されるであろう(すなわち、適切な正値関数を掛ける必要がある)ことを主張している。2007年、サイモン・ブレンドルとシェーンは、微分可能球面定理という正断面曲率の多様体における基本的な結果を証明した。シェーンはまた、極小曲面と調和写像の正則性理論に基本的な貢献もした。
シェーンの弟子には、ヒューバート・ブレイ、ホセ・F・エスコバル、アイラナ・フレイザー、チカコ・メセ、ウィリアム・ミニコッツィ2世、アンドレ・ネヴェスがいる。

## 賞と栄誉
山辺問題に関する業績に対して、1989年シェーンはボッチャー記念賞を受賞した。シェーンは、1988年アメリカ芸術科学アカデミーの、1991年米国科学アカデミーの会員となり、1996年グッゲンハイム・フェローとなった。2012年、アメリカ数学会のフェローになった。2015年には、アメリカ数学会の副会長に選出された。2017年、シェーンは、チャールズ・フェファーマンと共同で、ウルフ賞数学部門を受賞した。同年、カザン大学によるロバチェフスキー賞も受賞した。2022年ショック賞受賞。

## 主な著作物
- Schoen, Richard M.; Simon, Leon; Yau, Shing-Tung (1975), “Curvature estimates for minimal hypersurfaces”, Acta Mathematica 134 (3–4):  275–288, doi:10.1007/bf02392104, MR423263
- Schoen, Richard M.; Yau, Shing-Tung (1979), “On the proof of the positive mass conjecture in general relativity”, Communications in Mathematical Physics 65 (1):  45–76, Bibcode: 1979CMaPh..65...45S, doi:10.1007/bf01940959, MR526976
- Fischer-Colbrie, Doris; Schoen, Richard M. (1980), “The structure of complete stable minimal surfaces in 3-manifolds of nonnegative scalar curvature”, Communications on Pure and Applied Mathematics 33 (2):  199–211, doi:10.1002/cpa.3160330206, MR562550
- Schoen, Richard M.; Yau, Shing-Tung (1981), “Proof of the positive mass theorem. II”, Communications in Mathematical Physics 79 (2):  231–260, Bibcode: 1981CMaPh..79..231S, doi:10.1007/bf01942062, MR612249
- Schoen, Richard M.; Uhlenbeck, Karen (1982), “A regularity theory for harmonic maps”, Journal of Differential Geometry 17 (2):  307–335, MR664498
- Schoen, Richard M. (1984), “Conformal deformation of a Riemannian metric to constant scalar curvature”, Journal of Differential Geometry 20 (2):  479–495, MR788292
- Gromov, Mikhael; Schoen, Richard M. (1992), “Harmonic maps into singular spaces and p-adic superrigidity for lattices in groups of rank one”, Institut des Hautes Études Scientifiques. Publications Mathématiques 76:  165–246, doi:10.1007/bf02699433, MR1215595
- Schoen, Richard M.; Wolfson, Jon (2001), “Minimizing area among Lagrangian surfaces: the mapping problem”, Journal of Differential Geometry 58 (1):  1–86, arXiv:math/0008244, MR1895348
- Brendle, Simon; Schoen, Richard M. (2009), “Manifolds with 1/4-pinched curvature are space forms”, Journal of the AMS 22 (1):  287–307, arXiv:0705.0766, Bibcode: 2009JAMS...22..287B, doi:10.1090/s0894-0347-08-00613-9, MR2449060